# Lucas Salas
Lucas Salas (San Juan, San Juan, Argentina, 28 de septiembre de 1994) es un  futbolista argentino. Juega de mediocampista y actualmente se encuentra en Sportivo Desamparados

## San Martín (SJ)
Salas se formó en el babby fútbol y arrancó en las infantiles del Verdinegro en el 2004. Tuvo un paso por Alianza y luego volvió a Concepción para ser figura en las inferiores. En el medio tuvo pruebas en varios clubes importantes de Buenos Aires, incluso en River, donde quedó pero su padre, Luis, prefirió que volviera a San Juan por apenas tener 10 años. Es más, hasta estuvo unos días en La Masía del Barcelona, la cantera azulgrana donde se formó Lionel Messi.
El 6 de febrero de 2015 le hace un gol a Racing lo cual le dio a su equipo la Copa Amistad.
Estuvo varios meses siendo suplente bajo la dirección técnica de Rubén Forestello y luego Carlos Mayor, por lo que estuvo a punto de pasar a préstamo a Union (VK). De todas formas decidió quedarse en el club del cual es hincha jugando en reserva para pelear un puesto entre los titulares. El sábado 6 de febrero juega de titular contra Newels utilizando el número 10 en su camiseta bajo la dirección técnica de Pablo Lavallén.
El 13 de febrero de 2016 tiene un excelente partido contra Racing en la segunda fecha del torneo argentino, siendo elogiado por medios de todo el país.

## Selección Argentina
El 27 de septiembre de 2012 se confirma su participación en la selección sub-20 para participar del torneo Cuatro Naciones se desarrolló en la ciudad de La Serena.
Argentina salió campeón de ese torneo y Lucas entró a la cancha desde el banco de suplentes en dos ocasiones.

## Clubes
- Actualizado hasta el 18 de marzo de 2020.

| Club                   | País      | Año         | Partidos | Goles |
| ---------------------- | --------- | ----------- | -------- | ----- |
| San Martín de San Juan | Argentina | 2011 - 2017 | 57       | 2     |
| Asteras Tripolis F. C. | Grecia    | 2018 - 2019 | 2        | 0     |
| Olimpo                 | Argentina | 2019 - 2020 | 15       | 0     |